# Jean-Paul Gaultier (azienda)
Jean Paul Gaultier è una casa di moda francese fondata nel 1970 dallo stilista francese Jean Paul Gaultier.

## Storia

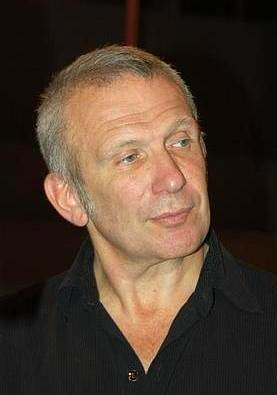
Lo stilista Jean-Paul Gaultier.

Dopo aver lavorato per alcuni anni con Pierre Cardin, Jean-Paul Gaultier debutta al Palais de la Decouverte nella primavera 1977 con una collezione che porta il proprio nome, e che attira l'attenzione dei media per il suo gusto kitsch. Dal 1981 Gaultier ottiene la collaborazione economica del gruppo Kashiyama, che finanzia le due annuali collezioni del marchio.
Nel 1984 debutta la prima collezione maschile di Gaultier, chiamata L'uomo-oggetto, che propone abbigliamento maschile, contaminato da capi tipicamente femminili, compresa la gonna. Debutta quell'anno il tema princesse, ricorrente nella moda Gaultier. L'apice di queste tendenze si tocca nel 1985 quando debutta la collezione Un guardaroba per due, collezione unisex. Le sfilate Gaultier diventano i principali motivi di interesse delle settimane della moda e delle sfilate di prêt-à-porter, che raccolgono sistematicamente critiche contrastanti. Nel 1987, Gaultier viene insignito del French Fashion Oscar Award.
Dal 1988 la produzione Gaultier si espande alla gioielleria, e nel 1993 alla profumeria. Il primo profumo della casa di moda è Haute Perfumerie. Il prodotto più rappresentativo della linea profumi Gaultier però è sicuramente Le Mâle del 1995, il cui flacone che rappresenta un busto maschile, fu disegnato dallo stesso Jean Paul Gaultier.
Il marchio Gaultier inizia a diventare celebre nel mondo della moda per il design innovativo dei propri capi di abbigliamento: tacchi a spillo a forma di Torre Eiffel capovolta, magliette a più strati stracciate, bijoux ricavati dall'alluminio delle lattine, ed un largo utilizzo del corsetto. Soprattutto quest'ultimo elemento apprezzato talmente tanto da Madonna, da chiedere allo stilista di disegnare per lei tutti i costumi del suo tour del 1990.

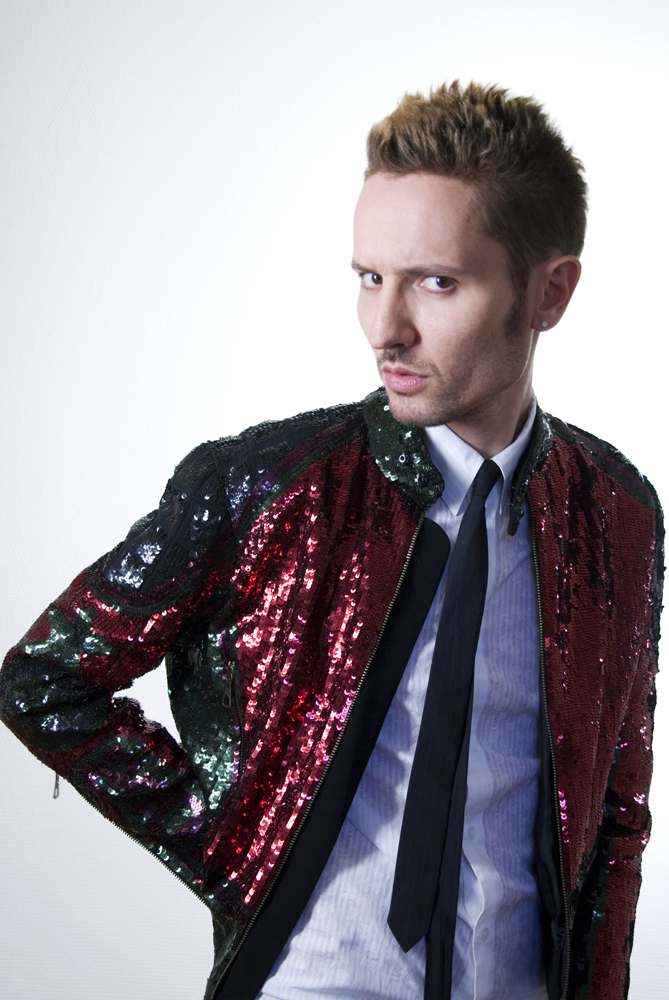
Modello di giacca maschile Gaultier.

Nel 1996 gli elaborati costumi del film Il quinto elemento vengono affidati alla maison Gaultier. Nel 1998, grazie alla collaborazione con Elio Fiorucci, nasce una linea del marchio, destinata ai più piccoli. Nel 1999, il 35 per cento del marchio viene rilevato da Hermès.
Nel maggio 2002 viene aperta la prima boutique del marchio negli Stati Uniti, e precisamente a Madison Avenue a New York. L'arredamento disegnato per l'occasione dal designer Philippe Starck, verrà riproposto in tutte le boutique aperte successivamente in giro per il mondo. Nello stesso anno la principale sede della maison viene trasferita al Palais de la Mutualité al 325 di rue Saint Martin.
Nel 2003, Gaultier viene nominato direttore artistico di Hermès, al posto di Martin Margiela, pur continuando a dedicarsi anche al proprio marchio. Il posto di stilista del marchio Gaultier viene preso dall'emergente Boli Barret. A maggio dello stesso anno viene organizzata una retrospettiva a Londra presso il Victoria and Albert Museum, in cui vengono messe in mostra tutte le principali creazioni dello stilista.

## Profumi
Il seguente è un elenco incompleto dei principali profumi commercializzati dalla maison Jean Paul Gaultier. I profumi del marchio, sono distribuiti in licenza dall'azienda giapponese Shiseido.
- 1993 Jean-Paul Gaultier Parfum
- 1993 Haute Perfumerie
- 1993 Summer Fragrance
- 1994 Jean Paul Gaultier Eau de Toilette
- 1996 Le Mâle
- 1999 Fragile
- 2000 Classique
- 2002 The Buddhist
- 2002 L'Eau d'Ete

- 2003 Classic
- 2004 Le Male Edition Gentlemale
- 2005 Gaultier 2
- 2005 Gaultier Summer
- 2005 Cologne Tonique Le Male
- 2005 Eau d'Eté Classique
- 2005 Classique Edition Rock Star
- 2007 Fleur du Male
- 2008 Ma Dame

## Testimonial
Sicuramente la più celebre testimonial per il marchio Gaultier è stata la cantante statunitense Madonna che ha richiesto che i costumi per i propri concerti fossero disegnati da Jean-Paul Gaultier in due occasioni distinte: nel 1990 e nel 2006 in occasione del Confessions Tour. Un'altra attrice che ha più volte dimostrato di essere "fan" del marchio è Nicole Kidman.
La campagna pubblicitaria del profumo Le Mâle ha contribuito a lanciare prima l'attore cubano David Fumero, ed in seguito il modello italiano Samuele Riva, mentre il profumo Ma Dame è stata scelta la supermodel internazionale Agyness Deyn.